# Thomas in Love
Thomas in Love (Thomas est amoureux) è un film del 2000 diretto da Pierre Paul Renders.

## Trama
Thomas ha trentadue anni e da otto non esce di casa; vive costantemente connesso a internet con il suo computer e ad una webcam. Sulla rete effettua le visite mediche, ordina il cibo e ciò che gli occorre per vivere. La sua agorafobia lo rende incapace di confrontarsi con il mondo esterno, di avere contatti umani che non siano telematici.
Il protagonista durante tutto l'arco del film non si vede mai in volto: lo spettatore assume la soggettiva di Thomas.

## Riconoscimenti
- 2000 - Mostra internazionale d'arte cinematografica
  - Migliore opera prima
  - Premio Lanterna
- 2000 - Montreal Festival of New Cinema
  - Special Jury Award
- 2001 - Angers European First Film Festival
  - GNCR Award
  - Procirep Award
- 2001 - Espoo Ciné International Film Festival
  - Grand Prize of European Fantasy Film in Silver
- 2001 - Festival internazionale del film fantastico di Gérardmer
  - Ciné-Live Award
  - Grand Prize
  - Youth Jury Grand Prize
- 2001 - Parigi Film Festival
  - Migliore Attrice (Aylin Yay)
- 2002 - Brussels International Festival of Fantasy Film
  - Grand Prize of European Fantasy Film in Gold